# Monastère de Prekopeča
Le monastère de Prekopeča (en serbe cyrillique :  Манастир Прекопеча ; en serbe latin :Manastir Prekopeča) est un monastère orthodoxe serbe situé à Prekopeča, dans le district de Šumadija et sur le territoire de la Ville de Kragujevac en Serbie.

## Présentation
Les vestiges d'une église se trouvent à l'emplacement du monastère actuel et rien ne permet de savoir avec certitude quand elle a été construite. La tradition se réfère à Jov le Sinaïte qui y aurait vécu et y serait enterré ; en revanche, les études scientifiques ont montré que Jov a été copiste au monastère de Hilandar dans le troisième quart du XIVe siècle et que ses reliques ont été transférées au monastère de Drača. On considère aujourd'hui que le monastère médiéval a été détruit par les Ottomans au moment de la révolte de la krajina de Koča (1788).
La construction d'un nouveau monastère a commencé en 1988 et il abrite aujourd'hui une église à nef unique inspirée de l'école rascienne de la Serbie médiévale et un konak de deux étages.